# Gmina Orissaare
Gmina Orissaare (est. Orissaare vald) – gmina wiejska w Estonii, w prowincji Sarema.
W skład gminy wchodzi:
- 36 wsi: Ariste, Arju, Haapsu, Hindu, Imavere, Jaani, Järveküla, Kalma, Kareda, Kavandi, Kuninguste, Kõinastu, Laheküla, Liigalaskma, Liiva, Maasi, Mehama, Mäeküla, Orinõmme, Pulli, Põripõllu, Randküla, Rannaküla, Raugu, Saikla, Salu, Suur-Pahila, Suur-Rahula, Taaliku, Tagavere, Tumala, Võhma, Väike-Pahila, Väike-Rahula, Väljaküla, Ööriku.